# پدر براون (مجموعه تلویزیونی ۲۰۱۳)
پدر براون (انگلیسی: Father Brown) نام یک مجموعهٔ تلویزیونی در سبک درام و محصول کشور بریتانیا است.

## نگارخانه

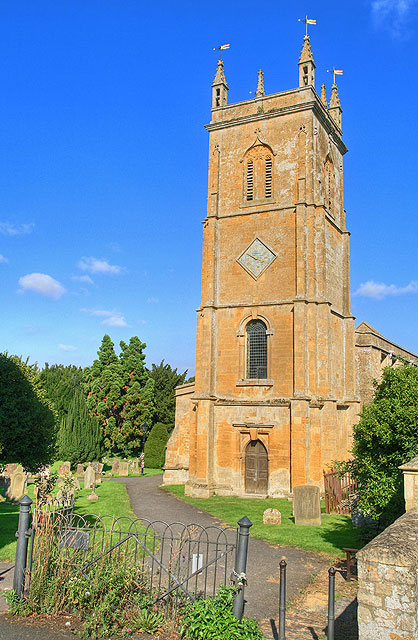
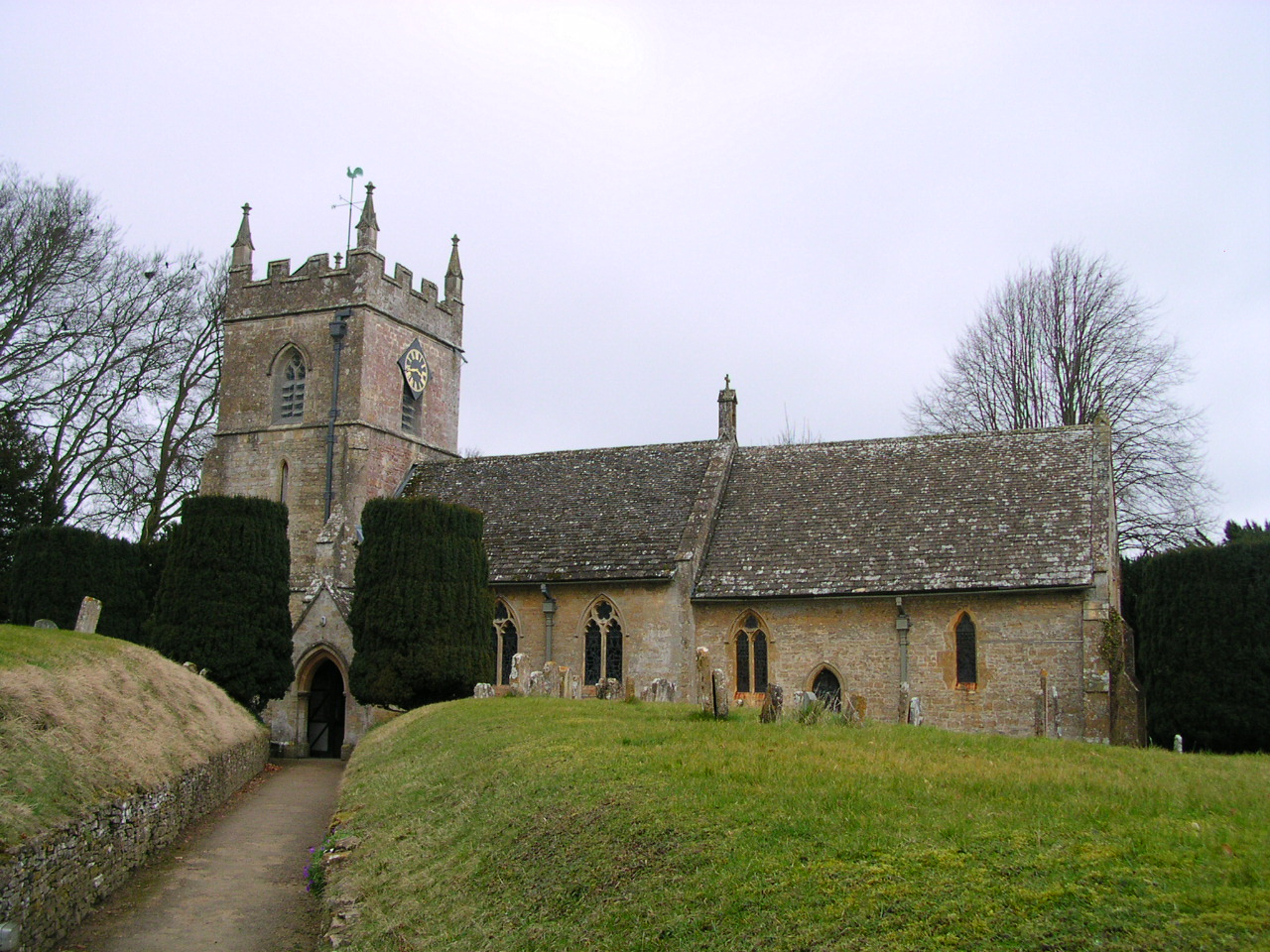
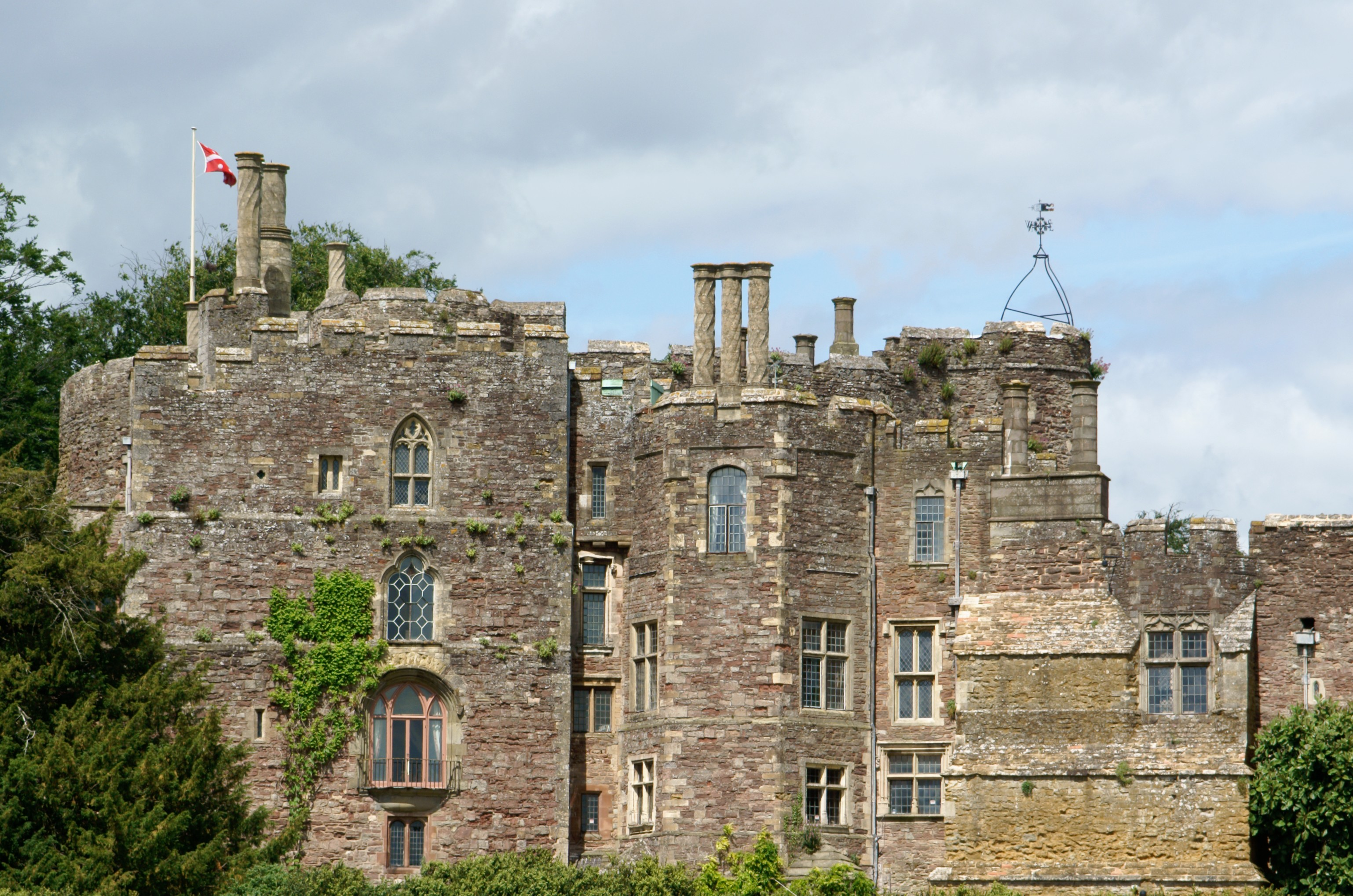
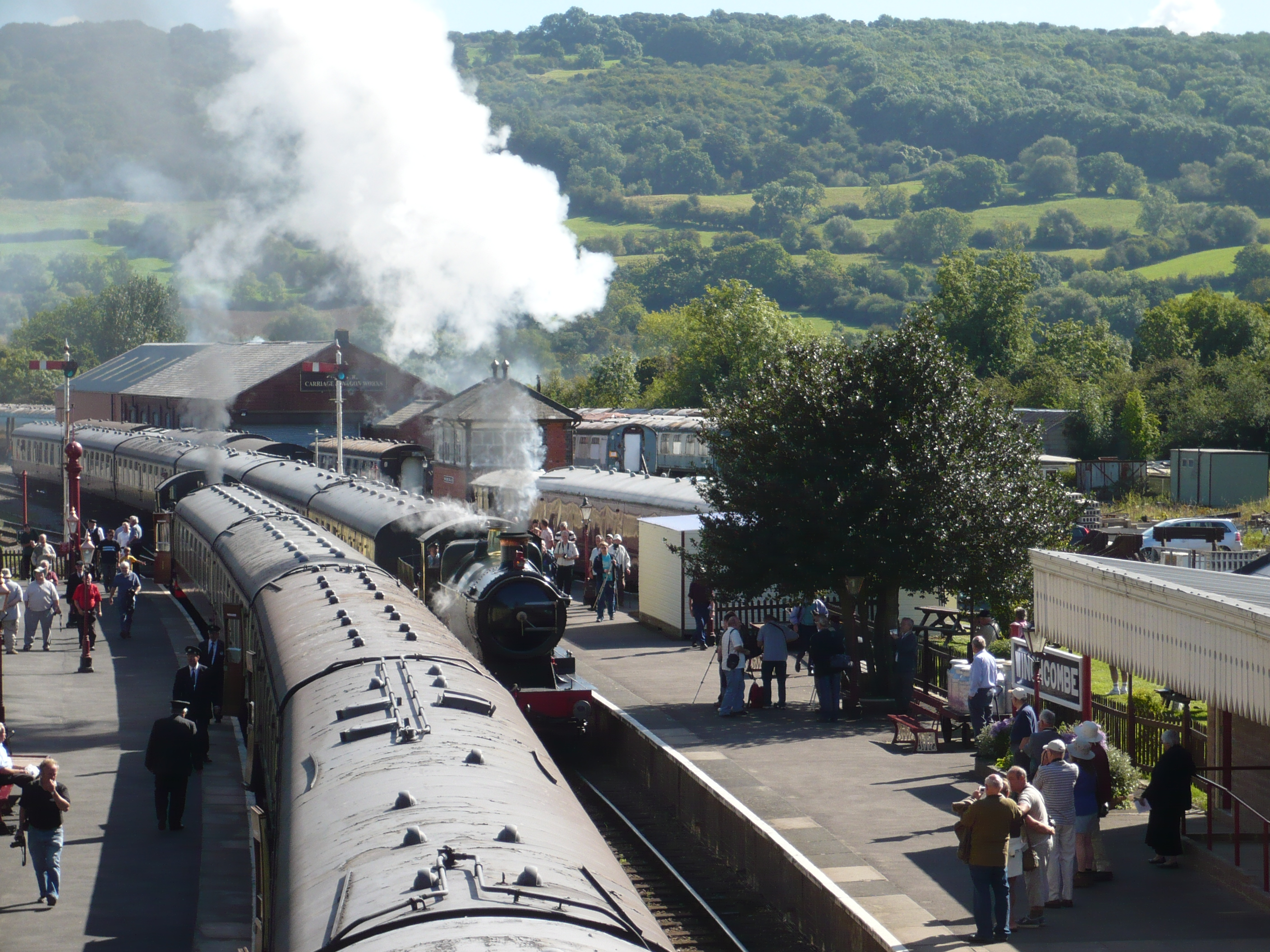